# Agersø
Agersø är en dansk ö i Slagelse kommun, mellan Stora Bält och Smålandsfarvandet. Arealen är 6,84 km² (den är 7 kilometer från norr till söder och 3 kilometer från öster till väster)  och invånarantalet 189 (1 januari 2019) .
Öns högsta punkt är 12 meter över havet och större delen är odlad .
Det finns färjeförbindelse med Stigsnæs på sydvästra Själland.
Ön är en egen församling och kyrkan är från 1872 , prästen är gemensam med Omø.
Två stendösen utanför ön visar att den var bebodd redan på stenåldern. Den nämns i kung Valdemar Sejrs jordebok från 1200-talets början och har varit kunglig jaktmark .